# Лабу-Апі (район)
Ла́бу-А́пі (індонез. Labu Api) — один з 10 районів округу Західний Ломбок провінції Західна Південно-Східна Нуса у складі Індонезії. Розташований у центральній частині. Адміністративний центр — селище Герунг-Утара.
Населення — 62183 особи (2012; 60756 в 2010).

## Адміністративний поділ
До складу району входять 7 селищ та 3 села:
| Населений пункт        | Населення, осіб (2010) |
| ---------------------- | ---------------------- |
| Багік-Полак, селище    | 7527                   |
| Баджур, селище         | 8225                   |
| Бенгкел, селище        | 8158                   |
| Каранг-Бонгкот, селище | 6319                   |
| Куранджі, село         | 3856                   |
| Лабу-Апі, селище       | 3732                   |
| Мерембу, село          | 5933                   |
| Перампуан, селище      | 5746                   |
| Телага-Вару, селище    | 5425                   |
| Теронг-Тавах, село     | 5835                   |